# Saint-Gelais
Pour les articles homonymes, voir Saint-Gelais (homonymie).
Saint-Gelais est une commune  du Centre-Ouest de la France située dans le département des Deux-Sèvres en région Nouvelle-Aquitaine.

## Géographie
La commune de Saint-Gelais se situe dans les Deux-Sèvres (79), dans la banlieue  de Niort.

### Communes limitrophes
|        | Cherveux     |          |
| Échiré | Saint-Gelais | François |
| Niort  | Niort        | Chauray  |

### Climat
Pour des articles plus généraux, voir Climat de la Nouvelle-Aquitaine et Climat des Deux-Sèvres.
Historiquement, la commune est exposée à un climat océanique du nord-ouest.  
En 2020, Météo-France publie une typologie des climats de la France métropolitaine dans laquelle la commune est exposée à un climat océanique et est dans la région climatique  Poitou-Charentes, caractérisée par un bon ensoleillement, particulièrement en été et des vents modérés.
Pour la période 1971-2000, la température annuelle moyenne est de 12,1 °C, avec une amplitude thermique annuelle de 14,3 °C. Le cumul annuel moyen de précipitations est de 895 mm, avec 13 jours de précipitations en janvier et 7,1 jours en juillet. Pour la période 1991-2020, la température moyenne annuelle observée sur la station météorologique la plus proche, située sur la commune de Niort à 8 km à vol d'oiseau, est de 12,8 °C et le cumul annuel moyen de précipitations est de 846,6 mm,. Pour l'avenir, les paramètres climatiques de la commune estimés pour 2050 selon différents scénarios d’émission de gaz à effet de serre sont consultables sur un site dédié publié par Météo-France en novembre 2022.

## Urbanisme

### Typologie
Au 1er janvier 2024, Saint-Gelais est catégorisée ceinture urbaine, selon la nouvelle grille communale de densité à sept niveaux définie par l'Insee en 2022.
Elle appartient à l'unité urbaine d'Échiré, une agglomération intra-départementale regroupant deux  communes, dont elle est une commune de la banlieue,,. Par ailleurs la commune fait partie de l'aire d'attraction de Niort, dont elle est une commune de la couronne,. Cette aire, qui regroupe 91 communes, est catégorisée dans les aires de 50 000 à moins de 200 000 habitants,.

### Occupation des sols
L'occupation des sols de la commune, telle qu'elle ressort de la base de données européenne d’occupation biophysique des sols Corine Land Cover (CLC), est marquée par l'importance des territoires agricoles (91,4 % en 2018), en diminution par rapport à 1990 (94,5 %). La répartition détaillée en 2018 est la suivante : 
terres arables (57,8 %), prairies (24,7 %), zones agricoles hétérogènes (8,9 %), zones urbanisées (8,5 %), zones industrielles ou commerciales et réseaux de communication (0,1 %). L'évolution de l’occupation des sols de la commune et de ses infrastructures peut être observée sur les différentes représentations cartographiques du territoire : la carte de Cassini (XVIIIe siècle), la carte d'état-major (1820-1866) et les cartes ou photos aériennes de l'IGN pour la période actuelle (1950 à aujourd'hui).

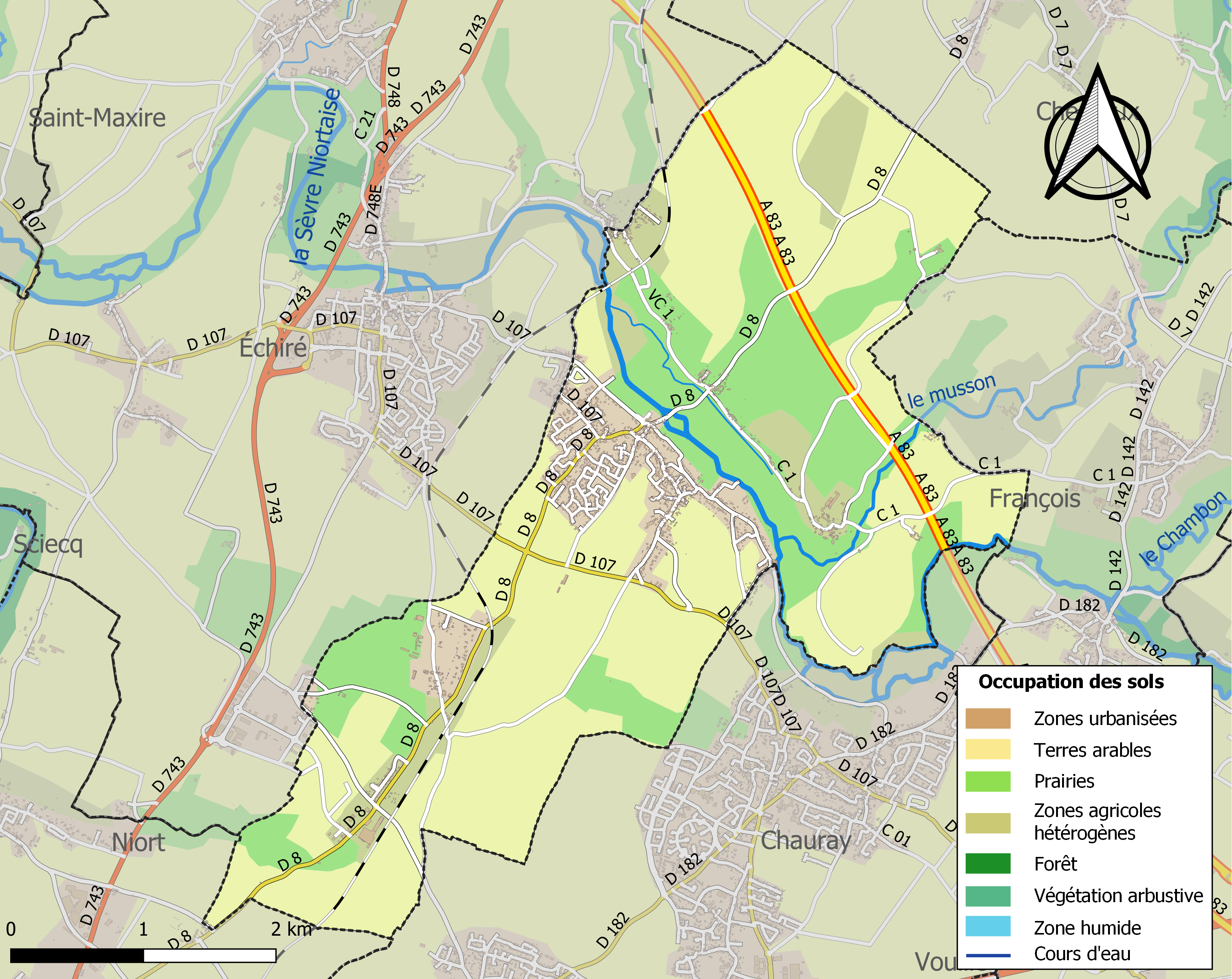
Carte des infrastructures et de l'occupation des sols de la commune en 2018 (CLC).

### Risques majeurs
Le territoire de la commune de Saint-Gelais est vulnérable à différents aléas naturels : météorologiques (tempête, orage, neige, grand froid, canicule ou sécheresse), inondations, mouvements de terrains et séisme (sismicité modérée). Il est également exposé à deux risques technologiques, le transport de matières dangereuses et la rupture d'un barrage. Un site publié par le BRGM permet d'évaluer simplement et rapidement les risques d'un bien localisé soit par son adresse soit par le numéro de sa parcelle.

#### Risques naturels
Certaines parties du territoire communal sont susceptibles d’être affectées par le risque d’inondation par débordement de cours d'eau, notamment la Sèvre Niortaise et le Musson. La commune a été reconnue en état de catastrophe naturelle au titre des dommages causés par les inondations et coulées de boue survenues en 1982, 1983, 1992, 1993, 1995, 1999, 2010 et 2015,. Le risque inondation est pris en compte dans l'aménagement du territoire de la commune par le biais du plan de prévention des risques inondation (PPRI) de la « Vallée de la Sèvre Niortaise amont », approuvé le 21 mars 2017, dont le périmètre regroupe 17 communes.

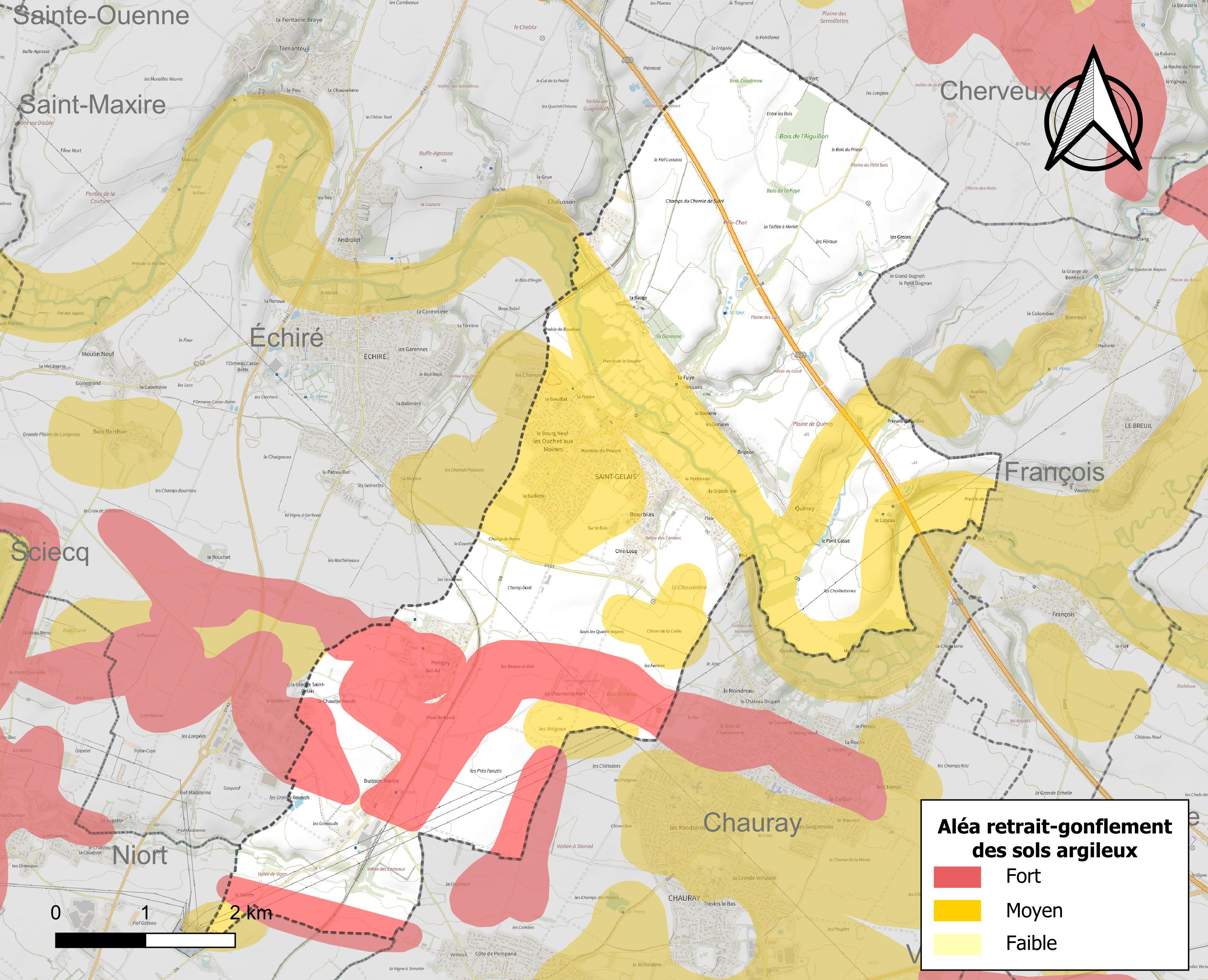
Carte des zones d'aléa retrait-gonflement des sols argileux de Saint-Gelais.

Les mouvements de terrains susceptibles de se produire sur la commune sont des tassements différentiels. Le retrait-gonflement des sols argileux est susceptible d'engendrer des dommages importants aux bâtiments en cas d’alternance de périodes de sécheresse et de pluie. 43,9 % de la superficie communale est en aléa moyen ou fort (54,9 % au niveau départemental et 48,5 % au niveau national). Depuis le 1er octobre 2020, en application de la loi ELAN, différentes contraintes s'imposent aux vendeurs, maîtres d'ouvrages ou constructeurs de biens situés dans une zone classée en aléa moyen ou fort,.
La commune a été reconnue en état de catastrophe naturelle au titre des dommages causés par la sécheresse en 1989, 1991, 1996, 2003, 2005 et 2017 et par des mouvements de terrain en 1999 et 2010.

#### Risque technologique
La commune est en outre située en aval du barrage de la Touche Poupard, un ouvrage de classe A mis en service en 1995 sur le cours d’eau le Chambon, affluent de la Sèvre Niortaise. À ce titre elle est susceptible d’être touchée par l’onde de submersion consécutive à la rupture de cet ouvrage.

## Toponymie
La commune est nommée en l'honneur de Gelais de Poitiers, évêque du Bas-Empire.

## Histoire
Un bâtiment historique se trouve dans la commune à savoir le temple circulaire.
L'église est de style roman.

## Économie
La majorité de la population n'exerce pas son activité professionnelle directement sur la commune, ainsi selon le dossier complet INSEE de 2020, 93,5 % de la population exerce son activité en dehors de la commune. 
La zone artisanale des Carreaux comporte une plateforme logistique de la société Malvaux et plusieurs sociétés liées au secteur du transport, ainsi que des artisans, mais l'activité principale reste l'agriculture. Quelques commerces de proximité se trouvent dans le village.
En 2023, la société SAS Deux-Sèvres Biogaz met en service un méthaniseur pour une production locale de gaz.

## Héraldique
| Blason | Blasonnement : Écartelé : aux 1 et 4, d’azur à la croix alésée d’argent ; aux 2 et 3, d’or au lion de gueules ; sur le tout, burelé d’argent et d’azur. Le Blason reprend en partie le blason de la famille de Saint-Gelais de Lusignan. |

## Politique et administration

### Liste des maires
| Période                                  | Période   | Identité           | Étiquette | Qualité                                       |
| ---------------------------------------- | --------- | ------------------ | --------- | --------------------------------------------- |
| mars 1989                                | mars 2008 | Jacques Monceau    | DVD       |                                               |
| mars 2008                                | mars 2014 | Jean-Michel Texier | DVG       |                                               |
| mars 2014                                | mai 2020  | Bruno Juge         | DVG       | Journaliste                                   |
| mai 2020                                 | En cours  | Gérard Bobineau    | SE-DVG    | Agriculteur retraité, ancien adjoint au maire |
| Les données manquantes sont à compléter. |           |                    |           |                                               |

### Politique environnementale
Dans son palmarès 2024, le Conseil national de villes et villages fleuris de France a attribué deux fleurs à la commune.

## Population et société

### Démographie
À partir du XXIe siècle, les recensements réels des communes de moins de 10 000 habitants ont lieu tous les cinq ans. Pour Saint-Gelais, cela correspond à 2008, 2013, 2018, etc. Les autres dates de « recensements » (2006, 2009, etc.) sont des estimations légales.
| 1793 | 1800 | 1806 | 1821 | 1831 | 1836 | 1841 | 1846 | 1851 |
| ---- | ---- | ---- | ---- | ---- | ---- | ---- | ---- | ---- |
| 652  | 609  | 641  | 661  | 682  | 709  | 772  | 796  | 879  |

| 1856 | 1861 | 1866 | 1872 | 1876 | 1881 | 1886 | 1891 | 1896 |
| ---- | ---- | ---- | ---- | ---- | ---- | ---- | ---- | ---- |
| 833  | 852  | 876  | 822  | 829  | 936  | 885  | 852  | 791  |

| 1901 | 1906 | 1911 | 1921 | 1926 | 1931 | 1936 | 1946 | 1954 |
| ---- | ---- | ---- | ---- | ---- | ---- | ---- | ---- | ---- |
| 741  | 740  | 762  | 751  | 767  | 711  | 698  | 728  | 741  |

| 1962 | 1968 | 1975  | 1982  | 1990  | 1999  | 2006  | 2008  | 2013  |
| ---- | ---- | ----- | ----- | ----- | ----- | ----- | ----- | ----- |
| 722  | 750  | 1 001 | 1 221 | 1 400 | 1 456 | 1 627 | 1 672 | 1 920 |

| 2018  | 2022  | - | - | - | - | - | - | - |
| ----- | ----- | - | - | - | - | - | - | - |
| 2 116 | 2 217 | - | - | - | - | - | - | - |

## Lieux et monuments
- L'église Saint-Gelais de Saint-Gelais du XIIe siècle est classée aux monuments historiques en 1945[36] et possède une façade de style gothique flamboyant. Après avoir été proche de la ruine et avoir été menacée de destruction, elle a été restaurée grâce à une souscription publique au début du XXe siècle.

Elle porte encore sur un linteau intérieur la trace de l'ancien blason parlant des Saint-Gelais (un singe laid).
- Un petit château (propriété privée) est également classé.
- La commune abrite un ancien temple protestant, le seul de la région à être circulaire. Il est inscrit à l'inventaire des monuments historiques. Il porte en fronton la citation suivante :

« Celui qui croit au fils a la vie éternelle. »

— Jean, ch III, V 36.

## Personnalités liées à la commune
- Octavien de Saint-Gelais ou Octovien, dit Lévesque d’Angoulême (1468-1502), poète.
- Mellin de Saint-Gelais (1487-1558), poète, neveu du précédent.
- Guy Chabot, seigneur de Saint-Gelais, auteur du coup de Jarnac (1514-1584).
- Adrien Lechevalier, seigneur de Saint-Gelais (1991-2022).